# 阿爾塔 (愛荷華州)
阿爾塔（英語：Alta）是美国艾奥瓦州布尤納維斯塔縣下轄的一个城市。面积为2.79平方公里，均为陆地。根据2010年美国人口普查数据，该地人口为1,883人。